# 多摩冰川
多摩冰川（英語：Tama Glacier），是南極洲的冰川，位於毛德皇后地的奧拉夫王子海岸，流經天測岩和饅頭岩，根據日本探險隊的測量和拍攝的空中照片繪入地圖，現時由南極條約體系管理。